# Буйсце
Буйсце (пол. Bujsce) — колишня частина села Руда-Волоська у Польщі, в Люблінському воєводстві Томашівського повіту, ґміни Томашів.

## Історія
Первісним населенням Буйсце були русини, які компактно проживали на своїх історичних землях.